# Émile Moureau
Émile Moureau fue un deportista francés que compitió en esgrima, especialista en la modalidad de espada. Participó en los Juegos Olímpicos de Amberes 1920, obteniendo una medalla de bronce en la prueba por equipos.

## Palmarés internacional
| Juegos Olímpicos | Juegos Olímpicos  | Juegos Olímpicos  | Juegos Olímpicos   |
| Año              | Lugar             | Medalla           | Prueba             |
| ---------------- | ----------------- | ----------------- | ------------------ |
| 1920             | Amberes (Bélgica) | Medalla de bronce | Espada por equipos |